# Тарасюк, Василий Александрович
Василий Александрович Тарасюк (род. 14 января 1994) — украинский военнослужащий, лейтенант Вооруженных сил Украины. Участник АТО. Позывной «Тайфун». Герой Украины (С 24 августа 2017 года).

## Биография
Окончил Национальную академию сухопутных войск имени гетмана Петра Сагайдачного. Выпуск в Академии состоялся 28 февраля 2016 года, а уже 16 марта молодой лейтенант вместе с товарищем по Академии лейтенантом Андреем Верхоглядом приехал в зону боевых действий в районе города Волноваха, был назначен командиром взвода 2-й механизированной роты 1-го механизированного батальона 72-й отдельной механизированной бригады (в/ч А2167, Белая Церковь). Через три дня лейтенант Тарасюк уже держал оборону на терриконах близ  Докучаевска.
В апреле того же 2016 года батальон вывели из зоны АТО и отправили на международные учения «Rapid Trident» в Старичи, в сентябре военнослужащие вернулись на Восток Украины и в октябре были уже близ в Авдеевки.
29 января 2017 бойцы штурмовой группы 1-го батальона 72-й бригады приняли позицию «Алмаз» в Авдеевский промзоне, где раньше был опорный пункт противника, и подняли над ней Украинский флаг. Они назвали ее в честь погибшего в бою командира штурмовой группы Андрея Кызыло, по его позывному «Орел». После этого пять дней там были ожесточённые бои, но 1-й батальон удержал позиции.
Президент Украины отметил высокими государственными наградами военнослужащих 72-й бригады, отличившихся в ходе боевых действий в районе Авдеевки. 23-летний Василий Тарасюк и 21-летний Андрей Верхогляд были назначены командирами рот 1-го механизированного батальона 72-й бригады.
Василий Тарасюк не только участвовал в разработке всех операций, он руководил боями непосредственно в боевых порядках роты. Во время ожесточенных боев в промзоне Авдеевки в первые месяцы 2017 получил три осколочные ранения и четыре контузии. Лично подбил танк Т-72 противника с СПГ, вступив с ним в огневую дуэль. Командование части дважды представляло молодого офицера к званию Герой Украины.
24 августа 2017, во время парада к 26-й годовщине Независимости Украины, Президент Украины Петр Порошенко вручил лейтенанту Василию Тарасюку Золотую звезду Героя Украины .

## Награды
- Звание Герой Украины с вручением ордена «Золотая Звезда» (24 августа 2017) — за личное мужество и героизм, проявленные в защите государственного суверенитета и территориальной целостности Украины, самоотверженное служение украинскому народу[4][5];
- Орден Богдана Хмельницкого III степени (1 февраля 2017) — за личное мужество и самоотверженность, проявленные в защите государственного суверенитета и территориальной целостности Украины, верность военной присяге[6];